# 鳥居忠春
鳥居忠春（日语：／ Torii Tadaharu，1624年—1663年9月2日）是日本江戶時代前期大名，信濃高遠藩初代藩主，壬生藩鳥居氏第3代。

## 生涯
寬永元年（1624年），忠春作為出羽山形藩主鳥居忠政的三子出生。忠政死後，家督之位由鳥居忠恒接任，但是在寬永13年（1636年），忠恒在無子的情況下死去。然而，江戶幕府並不承認忠春末期養子的資格，鳥居氏因而遭到改易，與此同時幕府卻又考慮到忠春祖父鳥居元忠的功績，讓忠春領受信濃高遠藩3萬2000石。
最初，忠春為政務盡心盡力，但是其後斬殺7名進諫的重臣，並且開始對百姓施行苛政，最終在承應3年（1654年），百姓逃亡至尾張藩領的木曾。寬文3年（1663年）7月，忠春再次擔任大坂城山里丸加番時，在鐘町的宿舍期間，被一直不滿忠春暴君所為的侍醫松谷壽覺斬傷，雖然松谷當場被殺，但是忠春因傷延至同年8月時在大坂死去，享年40歲。有些說法指松谷襲擊忠春因為發狂所致。家督之位由長子鳥居忠則接任。

## 忠春的暴政
忠春為了取回兄長忠恒時代失去的24萬石領地，分別在寬永15年（1638年）9月和慶安2年（1648年）9月擔任增上寺的警備、寬永16年（1639年）8月修理江戶城西之丸的石牆、寬永19年（1642年）4月擔任江戶城御留守居役和西之丸大手門警備、明曆元年（1655年）負責朝鮮通信使事宜和明曆3年（1657年）擔任大坂加番，並且經常送禮至各處，對於僅3萬石的小藩來說，過度擔任幕府職務嚴重影響藩自身的財政，最終引發藩內百姓逃往木曾。其後，高遠藩內無人耕作的農地增加，土地荒廢，因此忠春為了取得收入，在明曆2年（1656年）開始連續兩年實行檢地。
忠春本人則流連茶館，一年5至6次前往上伊那鄉平山村（現長野縣辰野町）的茶館大灑金錢、大肆喝酒，又以侍女的膝作為枕頭。忠春前往茶館時，必定會要求領民出來歡迎，並且要求領民獻上各種物品。另外，忠春手下約100名隨從亦不遑多讓，強行要求領民將原本保管在鄉藏用作上繳的米交出作為食糧。